# Nikolaus-Kathedrale (Aqtöbe)

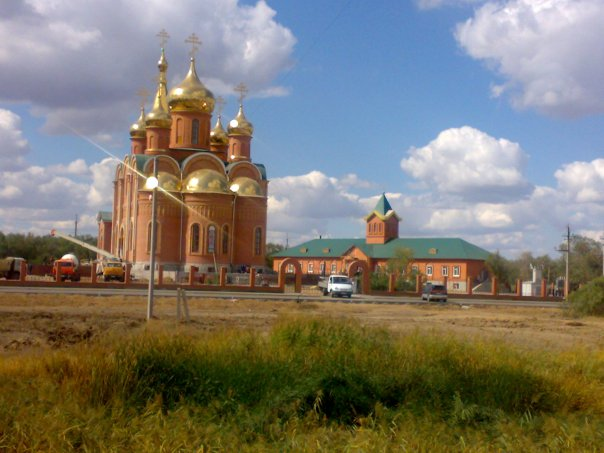
Die Nikolaus-Kathedrale

Die Nikolaus-Kathedrale (russisch Свято-Никольский кафедральный собор) ist ein russisch-orthodoxes Kirchengebäude in der kasachischen Großstadt Aqtöbe. Sie gehört zur russisch-orthodoxen Eparchie Uralsk.
Die Kathedrale befindet sich im Stadtzentrum der Stadt unweit der neuen Nurgasyr-Moschee, deren Bau zeitgleich mit der Kathedrale begann. Errichtet wurde die Nikolaus-Kathedrale zwischen 2006 und 2008.

## Geschichte
Im Sommer 2006 erfolgte die Grundsteinlegung für die Kathedrale durch den Gouverneur der Provinz Aqtöbe und den Erzbischof von Oral. Sie legten eine Marmorplatte mit einem Zitat aus der Bibel nieder. Die Kathedrale ist nach dem Vorbild der Kathedrale Sankt Nikolai in Orenburg entworfen worden.
Die Einweihung des neuen Bauwerks erfolgte Ende Oktober 2008 durch den Erzbischof  von Oral. Bei der Zeremonie waren der kasachische Präsident Nursultan Nasarbajew und der russische Präsident Dmitri Medwedew anwesend. Auf Bitte des Bischofs von Aqtöbe wurde die Nikolaus-Kirche vom Patriarchen von Moskau Kyrill I. in den Status einer Kathedrale erhoben. Der erste Gottesdienst wurde am 24. Oktober 2008 abgehalten.
Die Gesamtkosten für den Bau der Kathedrale beliefen sich auf 486 Millionen Tenge, die Kosten für die Innenausstattung betrugen nochmals rund 100 Millionen Tenge. Das Projekt wurde durch Spenden von Bürgern und Unternehmen finanziert.

## Architektur
Das Bauwerk hat eine Grundfläche von 778,46 Quadratmeter. Die Kathedrale besteht aus zwei Etagen; im Erdgeschoss befindet sich die Taufkirche. Das Gebäude wurde aus Monolith gebaut und anschließend mit rotem Backstein mit gelbem Muster verkleidet wurde. Die Nikolaus-Kathedrale verfügt über fünf Kuppeln sowie einen 45 Meter hohen Glockenturm.